# Regija Araucanía
IX. regija Araucanía (španjolski: IX Región de La Araucanía) je jedna od 15 regija u Čileu. 

## Stanovništvo
U regija živi 869.535 stanovnika. Gustoća naseljenosti je 27,3 stanovnika / km ². Prema podacima iz 2002. najveći gradovi su Temuco s 260.783, Villarrica s 45.531 i Angol s 43.801 stanovnikom.

## Zemljopis
Susjedne regije su na sjeveru Biobío, na jugu Los Ríos,  na istoku je državna granica s Argentinom, a na zapadu je Tihi ocean. 

## Administrativna podjela
Regija je podjeljena na dvije provincije i 32 općine.
| Administrativna podjela regije Araucanía | Administrativna podjela regije Araucanía |                    |
| --- | ---------------------------------------- | ------------------ |
| \| Provincija \| Središte \| Općina \| \| ---------- \| -------- \| ------------------ \| \| Cautín \| Temuco \| 1 Carahue \| \| Cautín \| Temuco \| 2 Cholchol \| \| Cautín \| Temuco \| 3 Cunco \| \| Cautín \| Temuco \| 4 Curarrehue \| \| Cautín \| Temuco \| 5 Freire \| \| Cautín \| Temuco \| 6 Galvarino \| \| Cautín \| Temuco \| 7 Gorbea \| \| Cautín \| Temuco \| 8 Lautaro \| \| Cautín \| Temuco \| 9 Loncoche \| \| Cautín \| Temuco \| 10 Melipeuco \| \| Cautín \| Temuco \| 11 Nueva Imperial \| \| Cautín \| Temuco \| 12 Padre Las Casas \| \| Cautín \| Temuco \| 13 Perquenco \| \| Cautín \| Temuco \| 14 Pitrufquén \| \| Cautín \| Temuco \| 15 Pucón \| \| Cautín \| Temuco \| 16 Saavedra \| \| Cautín \| Temuco \| 17 Temuco \| \| Cautín \| Temuco \| 18 Teodoro Schmidt \| \| Cautín \| Temuco \| 19 Toltén \| \| Cautín \| Temuco \| 20 Vilcún \| \| Cautín \| Temuco \| 21 Villarrica \| \| Malleco \| Angol \| 22 Angol \| \| Malleco \| Angol \| 23 Collipulli \| \| Malleco \| Angol \| 24 Curacautín \| \| Malleco \| Angol \| 25 Ercilla \| \| Malleco \| Angol \| 26 Lonquimay \| \| Malleco \| Angol \| 27 Los Sauces \| \| Malleco \| Angol \| 28 Lumaco \| \| Malleco \| Angol \| 29 Purén \| \| Malleco \| Angol \| 30 Renaico \| \| Malleco \| Angol \| 31 Traiguén \| \| Malleco \| Angol \| 32 Victoria \| |                                          |                    |
| Provincija | Središte                                 | Općina             |
| Cautín | Temuco                                   | 1 Carahue          |
| Cautín | Temuco                                   | 2 Cholchol         |
| Cautín | Temuco                                   | 3 Cunco            |
| Cautín | Temuco                                   | 4 Curarrehue       |
| Cautín | Temuco                                   | 5 Freire           |
| Cautín | Temuco                                   | 6 Galvarino        |
| Cautín | Temuco                                   | 7 Gorbea           |
| Cautín | Temuco                                   | 8 Lautaro          |
| Cautín | Temuco                                   | 9 Loncoche         |
| Cautín | Temuco                                   | 10 Melipeuco       |
| Cautín | Temuco                                   | 11 Nueva Imperial  |
| Cautín | Temuco                                   | 12 Padre Las Casas |
| Cautín | Temuco                                   | 13 Perquenco       |
| Cautín | Temuco                                   | 14 Pitrufquén      |
| Cautín | Temuco                                   | 15 Pucón           |
| Cautín | Temuco                                   | 16 Saavedra        |
| Cautín | Temuco                                   | 17 Temuco          |
| Cautín | Temuco                                   | 18 Teodoro Schmidt |
| Cautín | Temuco                                   | 19 Toltén          |
| Cautín | Temuco                                   | 20 Vilcún          |
| Cautín | Temuco                                   | 21 Villarrica      |
| Malleco | Angol                                    | 22 Angol           |
| Malleco | Angol                                    | 23 Collipulli      |
| Malleco | Angol                                    | 24 Curacautín      |
| Malleco | Angol                                    | 25 Ercilla         |
| Malleco | Angol                                    | 26 Lonquimay       |
| Malleco | Angol                                    | 27 Los Sauces      |
| Malleco | Angol                                    | 28 Lumaco          |
| Malleco | Angol                                    | 29 Purén           |
| Malleco | Angol                                    | 30 Renaico         |
| Malleco | Angol                                    | 31 Traiguén        |
| Malleco | Angol                                    | 32 Victoria        |

## Vanjske poveznice
- Službena stranica regije